# Belje plus
Belje plus (prije: PIK Belje, Belje) je hrvatska tvrtka koja se bavi poljodjelstvom, prerađivačkom industrijom i prometom roba iz Darde s oko 1800 zaposlenih.

## Povijest
Godine 1697. Leopold I. poklonio je Eugenu Savojskom Belje za ratne zasluge. Kad je umro, pripalo je kraljici Elizabeti, a potom ga je naslijedila carica Marija Terezija. Bečka komora upravljala je posjedom do 1775. godine. 1780. godine Marija Terezija darovala ga je svojoj kćeri Mariji Kristini i njezinu mužu Albertu. Budući da nisu imali muške djece, pripalo je godine 1825. nadvojvodi Karlu Ljudevitu koji je sjedište imanja preselio iz Bilja u Kneževo. Sagradio je ladanjski dvorac s perivojem na kojemu je započeo uzgoj žitarica i životinja. 1911. godine u sklopu Belja osnovani su Tvornica šećera u Branjinom Vrhu te Tvornica mliječnih proizvoda, odnosno Centralna mljekara s klaonicom s tvornicom salame u Belom Manastiru. Godine 1921. Belje i Šećerana u Branjinom Vrhu proglašeni su državnim vlasništvom. U Drugomu svjetskom ratu Belje je bilo opustošeno i razoreno te se koncem rata mnogo ulaže radi obnove proizvodnje. Godine 1955. nastao je Poljoprivredno-industrijski kombinat (PIK) Belje. Također je izgrađen i Mesokombinat s radi osnaženja izvoza stočarske proizvodnje, obnovljena je mljekara u Belom Manastiru, a strojarska radionica prerasla je u Tvornicu poljoprivrednih strojeva u Kneževu. 
U četirima OOUR-ima Belja bili su još raspodijeljeni interna banka, razvojna služba, zajednički poslovi (svi u Dardi), knjigovodstveni servis u Belom Manastiru, Beljetrans i Beljekomerc u Dardi, Remont u Belom Manastiru, mesna industrija i tvornica stočne hrane u Dardi, mlinsko-pekarska industrija, tvornica šećera i tvornica mliječnih proizvoda u Belom Manastiru, u Kneževu su bili Poljoprivreda Kneževo, u Belom Manastiru bila je Poljoprivreda Širine, u Kneževim Vinogradima Poljoprivreda Mirkovac, Poljoprivreda Brestovac, vinogradi i vinarija, u Karancu Poljoprivreda Karanac, u Dardi svinjogojstvo i živinarstvo. Godine 1984. u Popovcu je otvorena farma mliječnih krava, a prehrambena industrija započela je proizvodnju svježih krem sireva ABC. U Domovinskom ratu Baranja je bila pod srpskom okupacijom, a nakon mirne reintegracije hrvatskog Podunavlja počinje se vraćati život u tvrtku. 1999. godine pripojena su mu društva Beljetrans d.o.o. iz Darde i društvo Belje d.d. te Poljoprivreda Brestovac d.o.o. (Grabovac). 2005. Belje ulazi u koncern Agrokor. 2008. godine otvorena je robotizirana farma muznih krava u Topoliku. 2011. godine u vinogradima vinogorja Belja otvorena je osuvremenjena vinarija. Od 2019. pod imenom Belje plus dio je Fortenova grupe; kao i sve tvrtke iz koncerna Agrokora, dodano im je „plus” u imenu.

## Vanjske poveznice
- Službene stranice tvrtke
- Belje plus d. o. o. Hrvatska tehnička enciklopedija, portal hrvatske tehničke baštine. LZMK